# Hyphoraia maculata
Hyphoraia maculata là một loài bướm đêm thuộc phân họ Arctiinae, họ Erebidae.